# Wilson Bryan Key
Wilson Bryan Key, más conocido como Bryan Key (31 de enero de 1925-8 de octubre de 2008), fue un profesor y escritor estadounidense. Todos sus estudios están relacionados con los mensajes subliminales en la publicidad. 
Bryan Key es autor de varios libros que sustentan la teoría sobre la existencia de la publicidad subliminal y la manipulación de las masas. Sus teorías afirman que los mensajes publicitarios están llenos de mensajes ocultos con temas como el sexo y la muerte y que éstos apelan a la psique humana manipulando y fomentando el consumismo. Sus libros fueron muy populares en la década de los setenta.